# Тольба, Вениамин Савельевич
Вениамин Савельевич То́льба (укр. Веніамін Савелійович Тольба; 1909—1984) — украинский советский дирижёр и музыкальный педагог; народный артист Украинской ССР (1957). Лауреат Сталинской премии второй степени (1949).

## Биография
В. С. Тольба родился 30 октября (12 ноября) 1909 года в Харькове (Украина). С 1926 по 1928 г. обучался в Ленинградском центральном музыкальном техникуме у П. Б. Рязанова.В 1932 году окончил Харьковский музыкально-драматический институт по классу С. С. Богатырёва (композиция) и Я. А. Розенштейна (дирижирование). Также посещал высшие дирижёрские курсы в Харькове, где учился у Г. Б. Адлера.
Начал свою музыкальную карьеру как скрипач в симфоническом оркестре Харьковская Первая передвижная опера. Дирижёрский дебют Вениамина Тольбы состоялся в 1928 году. В 1931—1941 годах (с перерывом) был дирижёром Харьковской оперы, с 1944 по 1959 (с перерывом) — КУАТОБ имени Т. Г. Шевченко. В 1932—1941 годах (с перерывом) преподавал в ХГК, а с 1946 по 1973 год — в КГК имени П. И. Чайковского. Профессор (1962).
С 1944 по 1984 год Вениамин Тольба проживал в Киеве по адресу Пушкинская улица, 21. В настоящее время на этом доме установлена памятная доска.
В. С. Тольба умер 13 апреля 1984 года в Киеве.

## Награды и премии
- народный артист Украинской ССР (1957)
- Сталинская премия второй степени (1949) — за дирижирование оперным спектаклем «Иван Сусанин» М. И. Глинки[4]
- 2 ордена Трудового Красного Знамени (24.11.1960; 1971)